# Gargilesse-Dampierre

Gargilesse-Dampierre este o comună în departamentul Indre, Franța. În 1 ianuarie 2022 avea o populație de 267 de locuitori.